# Майка (Щучанський район)
Ма́йка (рос. Майка) — село у складі Щучанського району Курганської області, Росія. Адміністративний центр Майківської сільської ради.
Населення — 648 осіб (2010, 695 у 2002).
Національний склад станом на 2002 рік: росіяни — 85 %.